# Cătălin Predoiu
Cătălin Marian Predoiu, né le 27 août 1968 à Buzău, est un homme d'État roumain, membre du Parti national libéral.

## Biographie

### Formation et activité professionnelle
Licencié en droit de l'université de Bucarest en 1991, il devient alors avocat, et fonde quatre ans plus tard son propre cabinet. 
En 1994, il effectue un stage pratique dans un cabinet d'avocats à Caen en France.
À partir de 1997, il mène en parallèle une activité d'enseignement du droit commercial à l'université de Bucarest, et en 2004, il obtient un doctorat de droit constitutionnel à l'université de Caen, mention summa cum laude. Il cesse d'enseigner en 2007.

### Ministre de la Justice de Roumanie
Il est nommé ministre de la Justice le 29 février 2008, dans le gouvernement du libéral Călin Popescu-Tăriceanu, et reconduit le 22 décembre suivant dans celui du conservateur Emil Boc. Il sera chargé, entre octobre et décembre 2009, de l'intérim du ministère des Affaires étrangères.

### Premier ministre par intérim
Le 6 février 2012, Emil Boc remet la démission de son gouvernement au président Traian Băsescu. Ce dernier nomme alors Cătălin Predoiu Premier ministre par intérim. Remplacé par Mihai Răzvan Ungureanu dès le 9 février, il est reconduit au ministère de la Justice. Le 7 mai, Titus Corlățean lui succède, à la suite de la chute du gouvernement d'Ungureanu.

### Ministre de la Justice
En octobre 2019, il est proposé ministre de la Justice dans un gouvernement dirigé par Ludovic Orban.

### Premier ministre par intérim
Il est de nouveau nommé Premier ministre par intérim le 12 juin 2023 après la démission de Nicolae Ciucă. Le 13 juin, Marcel Ciolacu est chargé de former un gouvernement.

### Ministre des Affaires intérieures
En juin 2023, il devient vice-Premier ministre et ministre des Affaires intérieures.
En mai 2025, après la démission de Marcel Ciolacu, il devient Premier ministre par intérim pour une durée de 45 jours maximum.